# 福田麻由子
福田 麻由子（ふくだ まゆこ、1994年8月4日 - ）は、日本の女優。愛称は「ままゆ」。東京都出身。立教大学文学部卒業。2024年7月17日からフリー。

## 来歴
母に「『おかあさんといっしょ』に出たい」と言ったことをきっかけに、1998年、4歳の時に習い事の一環として「歌とダンスが習えるから」と東京児童劇団に入り、「ケンタッキーフライドチキン」のCMに出演して芸能界デビュー。2000年、『Summer Snow』でドラマデビュー。2004年、『下妻物語』で映画デビュー。同年、9歳の時に出演した『ラストプレゼント 娘と生きる最後の夏』で1人の役者として扱われたことで芝居の虜となり、本格的に女優の道を目指すこととなる。
2005年、フラームに移籍。同年の『女王の教室』、翌2006年の『白夜行』で注目を集める。2006年、演劇集団キャラメルボックスの公演『雨と夢のあとに』で舞台デビュー。2007年、『ピアノの森』でアニメ声優デビュー。2009年、『ヘブンズ・ドア』で長編映画初主演(Ｗ主演)。2010年12月、所属事務所公式ウェブサイト上にて携帯向けブログを開始。2013年、『FLARE〜フレア〜』で初の長編映画単独主演。
中学・高校・大学と学業と芸能活動を両立する一方で「このまま映画やドラマの撮影現場だけで生きていたら、空っぽな人間になってしまう」と思い立ち、高校から大学にかけては一般の学生と同様に友人を作り、肉体労働のアルバイトを経験するなど青春を謳歌。2018年に立教大学 文学部を卒業する。
2019年度後期放送の『スカーレット』に戸田恵梨香演じるヒロイン・喜美子の妹・百合子役で出演し、NHK連続テレビ小説に初出演する。
2022年12月30日、芸能活動を休止し、1年半から2年間休養することを発表した。
長野県白馬村で住み込みで働いた後、2023年秋現在はニュージーランド在住。
2024年7月16日、同日付けで約20年間所属していた事務所フラームから退所し今後は個人で活動していくと自身のインスタグラムで発表した。

## 人物
好物はイカ、メロン、ケーキ、ミルクティー。嫌いな物はきゅうり。
趣味は手芸と読書。休みの日は一日中本を読んでるときもあり、好きな作家は村上春樹、川上未映子、山崎ナオコーラなど。特技はピアノ。好きな言葉は「やってやれないことはない、やらずにできるわけがない」。
勉強熱心で、小学校5年生の3学期のときにはオール5を獲ったことがある。犬好きで犬を3匹飼っている（ミニチュアダックスフントとチワワとボーダー・コリー）。
ポルノグラフィティや椎名林檎などをよく聴き、特に前者は関連作品を全て集めるほどの大ファン。Perfumeも大好きで踊ったりしている。
父親は、バンド「カステラ」の元ドラマーの福田健治。一人っ子。

## 出演
役名の太字は主演作品。

### テレビドラマ
- 大河ドラマ（NHK総合）  
  - 葵 徳川三代（2000年7月30日） - 結姫
  - 北条時宗（2001年1月7日 - 12月9日） - 篤子
  - 風林火山 第40回・総集編（2007年10月7日・12月31日） - 梅姫
- 真夏の恐怖劇場 「前世の女」（1999年7月26日、TBS） - 門倉りお
- Summer Snow（2000年7月7日 - 9月15日、TBS） - ゆかり
- 監察医薮野善次郎8（2000年8月7日、TBS）
- 柳橋慕情（2000年8月21日 - 12月18日、NHK総合）
- 韓国のおばちゃんはえらい（2002年1月2日、NHK総合） - 伊藤梨江の娘
- 天使の歌声 〜小児病棟の奇跡〜（2002年8月9日、フジテレビ）
- 薔薇の十字架 第5 - 6・10話（2002年11月7日 - 14日・12月12日、フジテレビ）
- よい子の味方 〜新米保育士物語〜（2003年1月18-3月15日、日本テレビ） - 麻由子
- 愛の家〜泣き虫サトと7人の子〜（2003年8月25日 - 9月22日、NHK総合） - 上島真子
- 光とともに…〜自閉症児を抱えて〜（2004年4月14日 - 6月23日、日本テレビ） - 古賀麻由子
- ラストプレゼント 娘と生きる最後の夏（2004年7月7日 - 9月15日、日本テレビ） - 小田歩
- ほんとにあった怖い話 「旅立ちの靴音」（2004年11月1日、フジテレビ） - 田村宏美
- 月曜ミステリー劇場 税理士楠銀平の事件帳簿2（2004年11月15日、TBS） - 漆原毬江（幼少期）
- 救命病棟24時 第3シリーズ（2005年1月11日 - 3月22日、フジテレビ） - 寺泉千尋
  - 救命病棟24時 第3シリーズ 「アナザーストーリー」（2005年3月29日）
- 女王の教室（2005年7月2日 - 9月17日、日本テレビ） - 進藤ひかる
- 火垂るの墓（2005年11月1日、日本テレビ） - 澤野はな
- 白夜行（2006年1月12日 - 3月23日、TBS） - 西本雪穂（唐沢雪穂の少女期）
- 女王の教室 スペシャルエピソード1〜堕天使〜（2006年3月17日、日本テレビ） - 進藤ひかる
- てるてるあした（2006年4月14日 - 6月23日、テレビ朝日） - 沢井やす子
- ちびまる子ちゃん（フジテレビ） - さくらさきこ[注 1]
  - 1（2006年4月18日）
  - 2（2006年10月31日）
- 再会〜横田めぐみさんの願い〜（2006年10月3日、日本テレビ） - 横田めぐみ（13歳 - 15歳）
- 鶴瓶のスジナシ! #190（2006年12月29日、CBC） - さゆり
- その5分前 「最後の翼」（2006年12月30日、NHK総合） - エリカ
- 演歌の女王（2007年1月13日 - 3月17日、日本テレビ） - 信友幸子
- セレンディップの奇跡 Story3 「セレンディップの奇跡」（2007年3月12日、日本テレビ） - 少女
- 松本喜三郎一家物語 〜おじいさんの台所〜（2007年5月4日、フジテレビ） - 河野有沙
- 古畑中学生（2008年6月14日、フジテレビ） - 戸部明日香
- 霧の火-樺太・真岡郵便局に散った9人の乙女たち-（2008年8月25日、日本テレビ系） - 中村瑞枝（少女期）[25]
- ありがとう!チャンピイ 日本初の盲導犬誕生物語（2008年9月13日、フジテレビ） - 山中一枝
- そうか、もう君はいないのか（2009年1月12日、TBS） - 井上裕子
- 絶対零度〜未解決事件特命捜査〜 Case5 - 6（2010年5月11日 - 18日、フジテレビ） - 沢井春菜
- みぽりんのえくぼ（2010年8月28日、日本テレビ） - 岡崎美波
- Q10（2010年10月16日 - 12月11日、日本テレビ） - 富士野月子
- それでも、生きてゆく（2011年7月7日 - 9月15日、フジテレビ） - 遠山灯里
- パンドラIII革命前夜（2011年10月2日 - 11月20日、WOWOW） - 結城香恵
- 未来日記-ANOTHER:WORLD-（2012年4月21日 - 6月30日、フジテレビ） - 沖江春奈
- 鍵のかかった部屋 第2話（2012年4月23日、フジテレビ） - 高澤美樹
- HTBスペシャルドラマ 「別に普通の恋」（2013年12月14日、北海道テレビ） - サチ
- 戦後70年 千の証言スペシャル 私の街も戦場だった ドラマ部分（2015年3月9日、TBS系）[26]
- 神谷玄次郎捕物控2 第7話（2015年5月15日、NHK BSプレミアム） - おすみ
- 世にも奇妙な物語 25周年記念!秋の2週連続SP〜傑作復活編〜「昨日公園」（2015年11月21日、フジテレビ） - 町田隆子[27]
- 最後のレストラン（2016年4月26日 - 6月14日 、NHK BSプレミアム） - 有賀千恵
- 京都人の密かな愉しみ（2016年3月19日、NHK BSプレミアム）
- ドクター調査班〜医療事故の闇を暴け〜 第3話（2016年5月6日、テレビ東京） - 藤原流美
- コールドケース 〜真実の扉〜 第4話（2016年11月12日、WOWOW） - 小川真央
- コウノドリ 第2シリーズ 第6話（2017年11月17日、TBS） - 神谷カエ[28]
- やれたかも委員会 エピソード8「太陽の塔編」 (2018年6月18日（17日深夜）、毎日放送 / 6月20日（19日深夜）、TBS） - 10年前のさつき[29]
- グッド・ドクター 第7話（2018年8月23日、フジテレビ） - 倉田菜々子
- レ・ミゼラブル 終わりなき旅路（2019年1月6日、フジテレビ） - 田辺瑛里華[30]
- 連続テレビ小説 スカーレット（2019年11月18日 - 2020年3月28日、NHK総合） - 川原百合子[12][13][31][32][33]
- メンズ校（2020年10月8日 - 12月24日、テレビ東京） - 福原綾子[34]
- 六畳間のピアノマン 第2話（2021年2月13日、NHK総合） - 仁科都
- リカ〜リバース〜（2021年3月20日 - 4月3日、東海テレビ・フジテレビ系） - 花村幸子[35]
- 生きるとか死ぬとか父親とか 第10話（2021年6月19日、テレビ東京） - 木下看護師

### 映画
- 下妻物語（2004年5月29日、東宝） - 竜ヶ崎桃子（幼少期）
- HERO? 天使に逢えば（2004年6月12日、エンターテイメント倶楽部） - 高瀬千夏（幼少期）
- 同じ月を見ている（2005年11月19日、東映） - 杉山エミ（幼少期）
- ギミー・ヘブン（2006年1月14日、アートポート） - 路木麻里（幼少期）
- 日本沈没（2006年7月15日、東宝） - 倉木美咲
- ハヴァ、ナイスデー 「夕凪」（2006年10月21日、パノラマ） - あずさ
- シャーロットのおくりもの（2006年12月23日、UIP） - ファーン・エラブル（吹替）
- ピアノの森（2007年7月21日、松竹） - 丸山誉子（声）
- Little DJ〜小さな恋の物語（2007年12月15日、デスペラード） - 海乃たまき
- L change the WorLd（2008年2月9日、ワーナー・ブラザース映画） - 二階堂真希
- 犬と私の10の約束（2008年3月15日、松竹） - 斉藤あかり（少女期）
- ヘブンズ・ドア（2009年2月7日、アスミック・エース） - 白石春海
- GOEMON（2009年5月1日、松竹 / ワーナー・ブラザース映画） - 茶々（幼少期）
- 20世紀少年 最終章 ぼくらの旗（2009年8月29日、東宝） - 磯乃サナエ
- マイマイ新子と千年の魔法（2009年11月21日、松竹） - 青木新子（声）
- 桜、ふたたびの加奈子（2013年4月6日、ショウゲート） - 野口正美
- FLARE フレア（2014年4月26日、アイモーション） - 三井フレア[注 2][36]
- サイドライン（2015年10月31日、BS-TBS / トリプルアップ）
- 恋愛奇譚集（2017年2月4日、プロジェクトドーン） - ユリ[37]
- 疑惑とダンス（2019年3月2日、フラーム）
- ラ（2019年4月5日、アークエンタテインメント） - 加瀬ゆかり[38]
- 蒲田前奏曲「呑川ラブソディ」（2020年9月25日、和エンタテインメント / MOTION GALLRY STUDIO） - マチ子[39][40]
- グッドバイ（2021年4月3日、ムービー・アクト・プロジェクト） - 上埜さくら[41][42][43]

### テレビ
- NHK新人お笑い大賞（2019年10月20日、NHK総合） - 司会アシスタント

### 舞台
- 雨と夢のあとに（2006年7月20日 - 8月31日、サンシャイン劇場 / シアターBRAVA!） - 桜井雨
- いやむしろわすれて草（2013年5月16日 - 26日、青山円形劇場） - 高木春菜
- まゆをひそめて僕を笑って（2017年4月20日 - 23日、横浜赤レンガ倉庫 1号館） - ジュリア
- 片思い（2017年8月2日 - 6日、三越劇場） - 森本千代
- 夢のLife twoトゥライフ（2017年10月25日 - 29日、新宿シアターサンモール） - 瑞樹
- The Pride（2022年7月23日 - 31日、赤坂RED/THEATER） - シルヴィア
- 昨日の月（2025年1月16日 - 19日〈予定〉、彩の国さいたま芸術劇場 小ホール）[44]

### WEBムービー
- JJIDOL.com（2005年8月6日 - 26日）
- OCN無料動画番組 Talking Japan Vo.034（2006年2月15日）
- テレビ朝日メールマガジン「a-friends ドラマ」（2006年6月14日）
- 短編.jp 夕凪（2006年6月21日） - あずさ
- 携帯電子書籍サイト 動く!!写真集 「天使の放課後」（2007年10月6日）
- LIAR GAME エピソードゼロ（2009年10月27日、フジテレビ On Demand） - 神崎ナオ
- 3枚目のボディガード〜ボクはキミだけを守りぬく（2011年6月1日 - 全13話、BeeTV） - 福澤なつみ
- 甲賀市「甲賀市観光プロモーションムービー」（2022年4月） - 富田靖子と共演[注 3][45][46]

### ドキュメンタリー
- ヒューマンドキュメンタリー 「ある少女の選択〜18歳“いのち”のメール〜」（2011年7月22日、NHK総合） - ナレーション
- NONFIX 少女と鉄道・2013春 「鉄道、一筆書きの旅」中国地方1000キロの旅（2013年2月27日、フジテレビ）

### PV・その他
- 竹仲絵里 「gerbera」（2006年1月25日） - PV出演
- TUBE 「蛍」（2008年4月30日） - ジャケット写真

### ラジオドラマ
- FMシアター 「丘の上の干物屋」（2021年9月11日、NHK-FM） - 山道桜[47]
- FMシアター 「木になった亜沙」(2022年2月12日、NHK-FM） - ノリコ[48]

### 雑誌
- ピュアピュア vol.35 表紙、グラビア、インタビュー、ピンナップポスター付き
- 雫-しずる- 大人ではない少女の瞬間。（2008年11月11日発売） ISBN 978-4056052497

### CM
- ケンタッキー・フライド・チキン（1998年・2004年12月）
- バンダイ おジャ魔女どれみ# バブバブハナちゃん（2000年3月）
- ジョンソン カビキラー洗濯槽クリーナ－（2000年10月）
- アイシン・エィ・ダブリュ（2001年）
- NTT東日本 ブロードバンド（2003年1月）
- セガ・トイズ ココパット（2003年3月）
- クオーク QUOQ（2004年1月 - ） - ゆうこちゃん
- ケロッグ コーンフレーク（2004年6月）
- エースコック はるさめヌードル（2005年3月）
- 松下電器 VIERA（2005年4月）[注 4]
- フージャースコーポレーション 企業広告 ミックスガーデンつくば（2006年4月）
- 日産自動車 24時間テレビスペシャルCM （2008年8月） - ナレーション
- NTT docomo
  - Xi（2011年9月） - ナレーション
  - Xiタブレット（2011年9月） - ナレーション